# Kostel svatého Josefa (Peking)
Kostel svatého Josefa (čínsky znaky 大聖若瑟堂) v Pekingu, známý také jako Wangfuťingský kostel (čínsky znaky 王府井天主堂) nebo Východní katedrála (čínsky v českém přepisu Tung-tchang, pchin-jinem Dongtang, znaky 東堂) je jeden ze čtyř římskokatolických kostelů pekingské arcidiecéze. Jedná se o farní kostel, jehož dějiny sahají do roku 1653, ale ve své současné podobě byl postaven začátkem dvacátého století v novorománském slohu. Nachází se na severním konci obchodní třídy Wang-fu-ťing v obvodě Tung-čcheng.
Od roku 1957 spravuje kostel Vlastenecké sdružení čínských katolíků, katolická organizace povolená čínskou vládou, ovšem naopak neuznávaná Svatým stolcem.

## Dějiny

### Předchozí budovy
Farnost zde založil v roce 1653 Lodovico Buglio, jezuitský astronom, teolog a misionář. Pozemek pro stavbu kostela věnoval řádu císař Šun-č'. Jednalo se přitom o období, kdy měli jezuité povoleno pobývat v Číně jako jediní Evropané a to pro své znalosti astronomie.
V roce 1720 byla budova poškozena a za dalších zhruba devadesát let později shořela, zbytky po požáru byly vzhledem k tomu, že v této době měla čínská vláda dynastie Čching odpor k západu, zničeny. Místo bylo pak nevyužíváno až do roku 1860, kdy Peking dobyly britské a francouzské jednotky v rámci Druhé opiové války. Pak byly do Pekingu opět vpuštěni misionáři a kostel byl znovu vystaven. Během Boxerského povstání byl kolem roku 1900 opět zcela vypálen.

### Současný kostel
Současná budova v novorománském slohu s pilastry a třemi zvonicemi byla postavena v roce 1904.
Po vítězství Maa Ce-tunga v Čínské občanské válce v roce 1949 byl nastolen tvrdě ateistický režim, který se snažil potlačit veškeré náboženství. Kostel svatého Josefa byl v padesátých letech znárodněn a byla v něm zřízena základní škola. Když bylo v roce 1957 vytvořeno Vlastenecké sdružení čínských katolíků, dostal se kostel svatého Josefa pod jeho správu a je pod ní dodnes. Od začátku Kulturní revoluce v roce 1966 až do jejího konce v roce 1976 byl kostel zcela zavřen a neudržován.
Po nástupu Tenga Siao-pchinga došlo k přehodnocení vládní politiky a pekingský magistrát nechal kostel zrekonstruovat, takže mohl být v roce 1980 znovu otevřen pro potřeby věřících. V roce 2000 byla dokončena další rekonstrukce.